# Mujtar Dadashov
Mujtar Dadashov (en azerí: Muxtar Dadaşov; Bakú, 11 de septiembre de 1913 – Bakú, 7 de mayo de 1998) fue un director de cine, guionista, camarógrafo y actor de teatro y cine de Azerbaiyán, Artista del Pueblo de la RSS de Azerbaiyán.

## Biografía
Mujtar Dadashov nació el 11 de septiembre de 1913 en Bakú. Desde 1924 fue actor del Teatro Académico Estatal de Drama de Azerbaiyán. En 1929 empezó a trabajar como el asistente de director de cine en el Teatro Estatal de Espectadores Jóvenes de Azerbaiyán. En 1933 fue a Moscú para estudiar en la universidad. En 1977-1983 trabajó en Azerbaijanfilm, la compañía de producción de cine. Mujtar Dadashov recibió el título “Artista del Pueblo de la RSS de Azerbaiyán” en 1976 y fue galardonado con la Orden Shohrat en 1998.
Mujtar Dadashov murió el 7 de mayo de 1998 en Bakú.

## Filmografía
- 1942 – “Bakhtiyar”
- 1945 – “Arshin mal alan”
- 1959 – “Nuestro Azerbaiyán”
- 1963 – “Kur”
- 1966 – “Neriman Nerimanov”

## Premios y títulos
- Artista de Honor de la RSS de Azerbaiyán (1960)
- Artista del Pueblo de la RSS de Azerbaiyán (1976)
- Premio Estatal de la RSS de Azerbaiyán (1980)
- Orden Shohrat (1998)